# إد دوهرتي
إد دوهرتي (بالإنجليزية: Ed Doherty)‏ هو مدرب كرة القاعدة ‏ أمريكي، ولد في 1900، وتوفي في 1971.